# Giunti (stampatori)
I Giunti, o Giunta (talvolta di Giunta), furono una famiglia di editori e stampatori del Rinascimento italiano, originari di Firenze.
Lucantonio Giunti il Vecchio incominciò l'attività di editore nel 1489 a Venezia, dove attorno al 1499 impiantò una propria officina tipografica. Filippo Giunti il Vecchio iniziò come libraio a Firenze nel 1491, unendosi in società a distanza con il fratello Lucantonio allo scopo di smerciare anche lì i libri editi e stampati da Lucantonio a Venezia, centro librario più importante. Fin già dal 1497 si fece anch'egli editore e dallo stesso anno, o tutt'al più dal 1503, avviò una tipografia, destinata a diventare una delle principali stamperie della città del Giglio nel corso del XVI secolo. La produzione editoriale e tipografica di Filippo era sorretta da intenti umanistici, mentre quella di Lucantonio si basava sui libri figurati e soprattutto liturgici di facile vendita, potendo contare su un pubblico sicuro e abbiente. Lucantonio fu uno dei primi a capire l'importanza di una rete internazionale di distribuzione libraria, aprendo filiali in Spagna e poi in Francia, in particolare a Lione.
Il successo economico e la durata temporale delle stamperie fondate dai Giunti in Italia e in Europa dimostrano l'efficienza e la modernità della loro concezione imprenditoriale.

## Storia

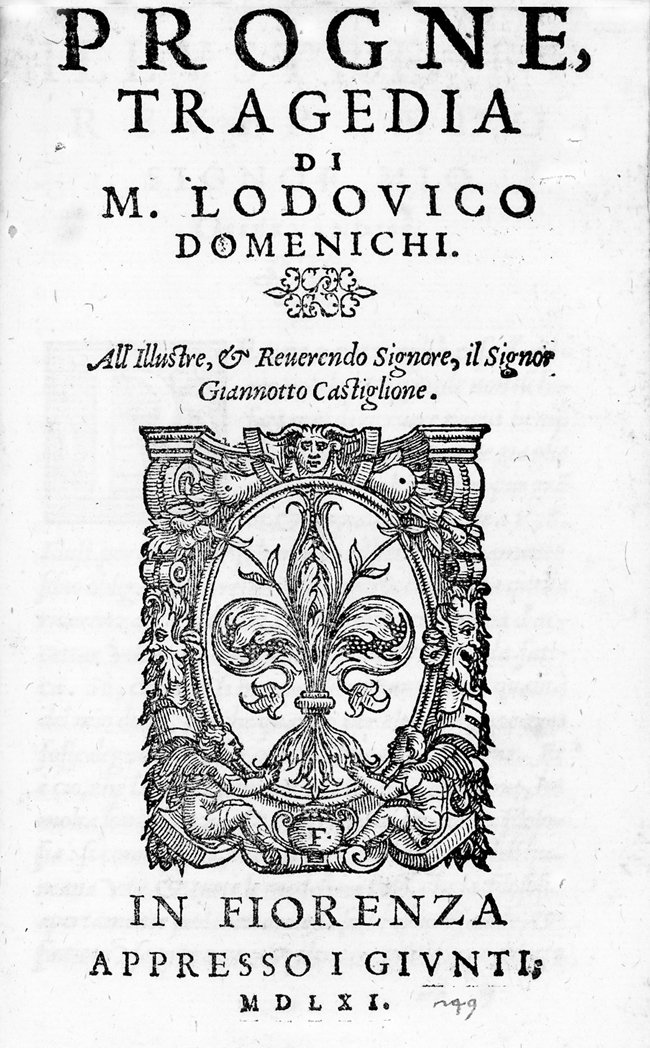
Progne di Lodovico Domenichi stampata dai Giunti.

### Origini
Le origini della famiglia Giunti risalgono al XIII secolo. Il mestiere familiare era quello di tessitori di panni di lana. Nel catasto fiorentino del XV secolo la famiglia Giunti figurava in una categoria economica modesta ma non povera. Documenti conservati presso l'Archivio di stato di Firenze datati prima del 1450 attestano la vendita di un vigneto di proprietà della famiglia e il successivo acquisto di una casa dentro le mura della città nell'attuale quartiere di Ognissanti, vicino alla Chiesa di Santa Lucia sul Prato. Dai documenti risulta che nella casa abitassero i sette figli di Giunta Giunti (1407 ca. - 1471, detto anche Giunta di Biagio), mentre il capofamiglia risiedeva in un'altra casa fuori le mura, assieme al fratello, alle rispettive mogli e alle figlie. L’industria della lana aveva conosciuto a Firenze un progressivo declino nel corso del Quattrocento, evento che, assieme alla morte del Giunti, avvenuta nel 1471, portò il figlio Lucantonio a trasferirsi assieme al fratello Bernardo nel 1477 a Venezia.

### Ramo veneziano
Dei sette figli di Giunta di Biagio, due intrapresero la carriera editoriale, generando di fatto due rami della famiglia di editori e stampatori: quello veneziano e quello fiorentino.
Capostipite del ramo veneziano fu Lucantonio Giunti (1457-1538) che, trasferitosi col fratello Bernardo nella città lagunare, appena ventenne nel 1477 avviò un'attività paragonabile alla moderna cartoleria, consistente nella vendita di fogli di carta nei diversi formati per vari usi: dalle lettere private alla cancelleria e alla tipografia. Pochi anni dopo, nel 1480 Lucantonio passò al commercio librario, allora fiorente a Venezia più che in ogni altra città italiana.
Nel 1489 lo sconosciuto libraio divenne editore, facendo stampare a proprie spese da Matteo Capcasa una traduzione italiana dell'Imitazione di Cristo attribuita a Giovanni Gerson: 
```
Ioannes Gerson, 
De immitatione Christi et de contemptu mundi in vulgari sermone
, Impressa a Venetia, per Matheo di codeca da Parma, ad instantia de maestro Luca Antonio fiorentino, 1489 adì XXVI de novembrio
[
7
]
.
```

Il 23 agosto del 1491 Lucantonio stipulò un contratto col fratello Filippo, che intanto aveva aperto la stessa impresa a Firenze: la società, che durò fino al 1509, mirava alla creazione di un asse commerciale tra Venezia e Firenze. Nel 1499 diventò anche stampatore, impiantando il suo primo torchio tipografico.
Nonostante il trasferimento a Venezia, Lucantonio mantenne saldi i rapporti con la sua città natale, firmando le sue edizioni come Luc'Antonio Giunta fiorentino, ricevendo nel 1514 anche l'attestazione di cittadinanza.
Alla morte del fondatore, avvenuta il 3 aprile 1538, l'impresa veneziana passò nelle mani dei figli Tommaso (1494-1566) e Giovanni Maria, che ne mantennero la proprietà indivisa sotto la ragione sociale «Eredi di Luc'Antonio Giunta».
Nel 1569, alla morte di Giovanni Maria, assunse la gestione della ditta il figlio Lucantonio il Giovane (1540-1602), che fece prosperare come non mai l'azienda, dedicandosi anche al commercio di altre mercanzie, dai gioielli alle spezie, incarnando la figura dell'«editore-mercante».
La casa editrice prosperò ancora sotto i suoi figli Tommaso (1582-1618) e Giovan Maria (morto attorno al 1632). Nel 1643 la stamperia aveva quattro torchi e pagava la tassa più elevata tra le tipografie veneziane. Le eredi di Tommaso continuarono a editare fino al 1657, quando i suoi generi cedettero l'intera industria a Nicolò Pezzana: «questo passaggio segnò, dopo oltre un secolo e mezzo di gloriosa attività, l'uscita di scena del marchio giuntino dal panorama dell'editoria veneziana».

### Ramo fiorentino
Capostipite del ramo fiorentino fu un fratello di Lucantonio, Filippo Giunti (1450-1517), che nel 1497 iniziò l'attività stampando o facendo stampare in greco antico, in concorrenza con il già famoso Aldo Manuzio, l'editio princeps dei Proverbi di Zenobio: 
```
Ζηνοβίου 
Ἐπιτόμη
 τῶν Ταρραίου καὶ Διδύμου Παροιμιῶν συντεθεισῶν κατὰ στοιχεῖον
, [Al colophon:] Impressum Florentie: Impensis ac Cura Phylippi de zunta Florentini. Anno domini. m.cccc.lxxxxvii.
[
13
]
[
4
]
```

Manuzio godeva del privilegio di esclusiva di stampa di testi greci concesso da papa Leone X. Filippo riuscì a farlo revocare, con l'appoggio del governo fiorentino, solo nel 1517, anno della sua morte. Ma già nel giugno 1516 pubblicò l'editio princeps dell'opera omnia di Senofonte e il 27 agosto 1517 l'editio princeps delle Vite parallele di Plutarco (morì pochi giorni dopo, il 16 settembre). Gli succedette il figlio Bernardo (1487 - 1551), a cui si devono importanti edizioni di letteratura, tra cui il Decameron del 1527, edizione detta Ventisettana. La stamperia Giunti dominò lo scenario fiorentino per tutto il XVI secolo. Dopo la morte di Bernardo (1551), i discendenti continuarono l'attività fino agli inizi del Seicento.

### Internazionalizzazione dell'attività
Nel secondo decennio del XVI secolo, il commercio librario dei Giunti vide una grande espansione. Nel 1513 il nipote di Lucantonio, Giovanni Giunti, secondo figlio di Filippo, si recò in Spagna come agente dello zio, stabilendosi prima a Siviglia, poi a Salamanca e quindi a Burgos.
Qualche anno più tardi, nel 1519, Jacobo (1486-1546), figlio di un altro fratello di Lucantonio, si stabilì a Lione.
Alla metà del XVI secolo i Giunti commerciavano i propri libri attraverso rivendite aperte in diverse città europee: Parigi, Francoforte, Lisbona, Saragozza, Anversa, Burgos e Medina del Campo.
La stamperia spagnola fu quella che ebbe la vita più lunga, rimanendo attiva fino al 1628.

## Produzione editoriale

### Ramo veneziano
La produzione editoriale complessiva delle tre generazioni dei Giunti di Venezia, analizzata sulla base della documentazione bibliografica raccolta da Paolo Camerini, è riassumibile nella seguente tabella:
|                          | Anni di attività | Titoli prodotti | Media annua |
| ------------------------ | ---------------- | --------------- | ----------- |
| Lucantonio il vecchio    | 1489-1537        | 410             | 8,4         |
| Tommaso e Giovanni Maria | 1538-1566        | 290             | 10,0        |
| Lucantonio il giovane    | 1567-1601        | 392             | 11,2        |

## Opere pubblicate da Lucantonio Giunti
Secondo Paolo Camerini, Lucantonio Giunti editò 410 titoli.

## Opere pubblicate dagli eredi di Lucantonio Giunti
- Chiesa cattolica
  - Missale Romanum - [Venezia : eredi di Lucantonio Giunta il vecchio], 1551 (Venetijs : impressum in officina haeredum Lucae Antonij Iuntae, 1551. Mense Martio).[18]

### Annotazioni
1. 1 2  Così Ottone, p. 44. Per Ceresa, invece, la sua attività editoriale sarebbe iniziata nel 1484, sempre con un'edizione dell'Imitatio Christi, che però con quella data non esiste né nell'Incunabula Short Title Catalogue, né nell'OPAC SBN italiano.
2. 1 2  Per Ceresa, l'editio princeps dei Proverbi di Zenobio, impressa "impensis ac cura" di Filippo Giunti nel settembre 1497, fu stampata dallo stesso, mentre per altri repertori fu stampata per lui da Bartolomeo de' Libri o da Benedetto Riccardini[4]. In tal caso l'inizio dell'attività tipografica in proprio sarebbe da posticipare a un'edizione di Sallustio, impressa "opera et impensa" di Filippo Giunti il 27 gennaio 1503[5]. Così Ottone, p. 45: 
«Filippo divenne anch'egli editore dal 1497, mentre Luc'Antonio divenne editore-stampatore, allestendo nel 1499 un proprio laboratorio tipografico. Questo doppio ruolo fu raggiunto da Filippo solo nel 1503.»

### Fonti
1. 1 2 3 4 5 6   Massimo Ceresa, GIUNTI, Lucantonio, il Vecchio, in Dizionario biografico degli italiani, vol. 57, Roma, Istituto dell'Enciclopedia Italiana, 2001.
2. ↑  Ottone, p. 45.
3. 1 2   Massimo Ceresa, GIUNTI, Filippo, il Vecchio, in Dizionario biografico degli italiani, vol. 57, Roma, Istituto dell'Enciclopedia Italiana, 2001.
4. 1 2   Zenobius: Epitome proverbiorum Tarrhaei et Didymi [Greek]. ISTC iz00024000, su data.cerl.org.
5. ↑  Renouard, p. XXXIV, n. 8.
6. 1 2  Pettas, p. 31.
7. ↑   Imitatio Christi [Italian]. ISTC ii00047000, su data.cerl.org.
8. ↑  Ottone, pp. 44-45.
9. ↑   Massimo Ceresa, GIUNTI, Tommaso, in Dizionario biografico degli italiani, vol. 57, Roma, Istituto dell'Enciclopedia Italiana, 2001.
10. ↑  Ottone, p. 53.
11. 1 2 3   Massimo Ceresa, GIUNTI, Lucantonio, il Giovane, in Dizionario biografico degli italiani, vol. 57, Roma, Istituto dell'Enciclopedia Italiana, 2001.
12. ↑  Ottone, p. 68.
13. ↑  Epitome di Zenobio dei Proverbi di Tarreo e Didimo raccolti in ordine alfabetico, Impresso a Firenze, a spese e a cura di Filippo di Giunta fiorentino, nell'anno del Signore 1497.
14. ↑  1 Archivio di stato di Firenze, Mercan- zia, 10831, c. 179r.
15. ↑  (EN) Angela Nuovo, The Development of Commercial Networks, in The Book Trade in the Italian Renaissance - Library of the Written Word - The Handpress World, Brill, 2013,  p. 54, ISBN 978-90-04-20849-0. URL consultato il 17 maggio 2017.
16. ↑  Ottone, p. 70.
17. ↑  Camerini, vol. I/1, p. 315.
18. ↑   Chiesa Cattolica 1551 opera edita da Lucantonio Giunti eredi, su edit16.iccu.sbn.it. URL consultato il 13 maggio 2017.